# جایزه بزرگ کانادا ۲۰۲۲
جایزه بزرگ کانادا ۲۰۲۲ (که به‌طور رسمی با نام فرمول ۱ ای‌دبلیواس جایزه بزرگ کانادا ۲۰۲۲ شناخته می‌شود) یک مسابقه اتومبیل‌رانی فرمول یک است که در تاریخ ۱۹ ژوئن ۲۰۲۲ در پیست ژیل ویلنوو در مونترآل، کانادا برگزار می‌شود. این مسابقه پنجاه و هفتمین دوره جایزه بزرگ کانادا و نهمین دور از مسابقات فرمول یک فصل ۲۰۲۲ است.

## زمینه

### جدول رده‌بندی قهرمانی قبل از مسابقه
ماکس فرستاپن پس از دور هشتم در آذربایجان، با ۱۵۰ امتیاز، ۲۱ امتیاز بیشتر از هم‌تیمی خود سرجیو پرز در رده دوم و ۳۴ امتیاز بیشتر از شارل لکلرک در رتبه سوم، صدرنشین جدول قهرمانی رانندگان است. در جدول قهرمانی سازندگان، ردبول ریسینگ با ۲۷۹ امتیاز صدرنشین است. فراری با ۱۹۹ امتیاز و مرسدس با ۱۶۱ امتیاز در رده دوم و سوم قرار دارند.

### شرکت کنندگان
رانندگان و تیم‌ها همان لیست ورود به فصل هستند و هیچ راننده دیگری برای مسابقه حضور ندارد.

### انتخاب تایر
تأمین کننده تایر پیرلی ترکیبات سی۳، سی۴ و سی۵ (به ترتیب سخت، متوسط و نرم) را برای استفاده تیم‌ها در مسابقه اختصاص داده‌است.

## تمرین
قرار است سه جلسه تمرینی برای این جایزه بزرگ برگزار شود که هر جلسه یک ساعت طول می‌کشد. اولین و دومین جلسه تمرین روز جمعه ۱۷ ژوئن در ساعت ۱۴:۰۰ و ۱۷:۰۰ به وقت محلی (یوتی‌سی ۴:۰۰-) و سومین جلسه تمرین شنبه ۱۸ ژوئن ساعت ۱۳:۰۰ به وقت محلی برگزار می‌شود.

## تعیین خط
تعیین خط ساعت ۱۶:۰۰ به وقت محلی در تاریخ ۱۸ ژوئن برگزار شد.

### رده‌بندی تعیین خط
| جایگاه              | راننده         | شماره | تیم                   | زمان‌ها    | زمان‌ها    | زمان‌ها    | نوبت نهایی |
| جایگاه              | راننده         | شماره | تیم                   | مرحله اول | مرحله دوم | مرحله سوم | نوبت نهایی |
| ------------------- | -------------- | ----- | --------------------- | --------- | --------- | --------- | ---------- |
| ۱                   | ماکس فرستاپن   | ۱     | ردبول ریسینگ-آربی‌پی‌تی | ۱:۳۲٫۲۱۹  | ۱:۲۳٫۷۴۶  | ۱:۲۱٫۲۹۹  | ۱          |
| ۲                   | فرناندو آلونسو | ۱۴    | آلپاین-رنو            | ۱:۳۲٫۲۷۷  | ۱:۲۴٫۸۴۸  | ۱:۲۱٫۹۴۴  | ۲          |
| ۳                   | کارلوس ساینز   | ۵۵    | فراری                 | ۱:۳۲٫۷۸۱  | ۱:۲۵٫۱۹۷  | ۱:۲۲٫۰۹۶  | ۳          |
| ۴                   | لوییس همیلتون  | ۴۴    | مرسدس                 | ۱:۳۳٫۸۴۱  | ۱:۲۵٫۵۴۳  | ۱:۲۲٫۸۹۱  | ۴          |
| ۵                   | کوین مگنوسن    | ۲۰    | هاس-فراری             | ۱:۳۲٫۹۵۷  | ۱:۲۶٫۲۵۴  | ۱:۲۲٫۹۶۰  | ۵          |
| ۶                   | میک شوماخر     | ۴۷    | هاس-فراری             | ۱:۳۳٫۷۰۷  | ۱:۲۵٫۶۸۴  | ۱:۲۳٫۳۵۶  | ۶          |
| ۷                   | استابان اوکون  | ۳۱    | آلپاین-رنو            | ۱:۳۳٫۰۱۲  | ۱:۲۶٫۱۳۵  | ۱:۲۳٫۵۲۹  | ۷          |
| ۸                   | جورج راسل      | ۶۳    | مرسدس                 | ۱:۳۳٫۱۶۰  | ۱:۲۴٫۹۵۰  | ۱:۲۳٫۵۵۷  | ۸          |
| ۹                   | دنیل ریکیاردو  | ۳     | مک‌لارن-مرسدس          | ۱:۳۳٫۶۳۶  | ۱:۲۶٫۳۷۵  | ۱:۲۳٫۷۴۹  | ۹          |
| ۱۰                  | گوانیو ژو      | ۲۴    | آلفارومئو-فراری       | ۱:۳۳٫۶۹۲  | ۱:۲۶٫۱۱۶  | ۱:۲۴٫۰۳۰  | ۱۰         |
| ۱۱                  | والتری بوتاس   | ۷۷    | آلفارومئو-فراری       | ۱:۳۳٫۶۸۹  | ۱:۲۶٫۷۸۸  | —         | ۱۱         |
| ۱۲                  | الکساندر آلبون | ۲۳    | ویلیامز-مرسدس         | ۱:۳۴٫۰۴۷  | ۱:۲۶٫۸۵۸  | —         | ۱۲         |
| ۱۳                  | سرجیو پرز      | ۱۱    | ردبول ریسینگ-آربی‌پی‌تی | ۱:۳۳٫۹۲۹  | ۱:۳۳٫۱۲۷  | —         | ۱۳         |
| ۱۴                  | لاندو نوریس    | ۴     | مک‌لارن-مرسدس          | ۱:۳۴٫۰۶۶  | بدون زمان | —         | ۱۴         |
| ۱۵                  | شارل لکلرک     | ۱۶    | فراری                 | ۱:۳۳٫۰۰۸  | بدون زمان | —         | ۱۹۱        |
| ۱۶                  | پیر گاسلی      | ۱۰    | آلفاتاوری-آربی‌پی‌تی    | ۱:۳۴٫۴۹۲  | —         | —         | ۱۵         |
| ۱۷                  | سباستین فتل    | ۵     | استون مارتین-مرسدس    | ۱:۳۴٫۵۱۲  | —         | —         | ۱۶         |
| ۱۸                  | لانس استرول    | ۱۸    | استون مارتین-مرسدس    | ۱:۳۵٫۳۵۲  | —         | —         | ۱۷         |
| ۱۹                  | نیکلاس لطیفی   | ۶     | ویلیامز-مرسدس         | ۱:۳۵٫۶۶۰  | —         | —         | ۱۸         |
| ۲۰                  | یوکی سونودا    | ۲۲    | آلفاتاوری-آربی‌پی‌تی    | ۱:۳۶٫۵۷۵  | —         | —         | ۲۰۱        |
| زمان ۱۰۷٪: ۱:۳۸٫۶۷۴ |                |       |                       |           |           |           |            |
| منابع:              |                |       |                       |           |           |           |            |

یادداشت‌ها
- ^ ۱ – شارل لکلرک و یوکی سونودا به دلیل تعویض پیشرانه و اجزای آن مسابقه را از رده آخر شروع می‌کنند.[۷][۸]

## مسابقه
این مسابقه ساعت ۱۴:۰۰ به وقت محلی، در تاریخ ۱۹ ژوئن برگزار شد.

### رده‌بندی مسابقه
| جایگاه                                                 | شماره | راننده         | سازنده                    | دور | زمان        | امتیاز |
| ------------------------------------------------------ | ----- | -------------- | ------------------------- | --- | ----------- | ------ |
| ۱                                                      | ۱     | ماکس فرستاپن   | ردبول ریسینگ-آربی‌پی‌تی     | ۷۰  | ۱:۳۶:۲۱٫۷۵۷ | ۲۵     |
| ۲                                                      | ۵۵    | کارلوس ساینز   | فراری                     | ۷۰  | ۱٫۹۹۳+      | ۱۹۱    |
| ۳                                                      | ۴۴    | لوییس همیلتون  | مرسدس                     | ۷۰  | ۷٫۰۰۶+      | ۱۵     |
| ۴                                                      | ۶۳    | جورج راسل      | مرسدس                     | ۷۰  | ۱۲٫۳۱۳+     | ۱۲     |
| ۵                                                      | ۱۶    | شارل لکلرک     | فراری                     | ۷۰  | ۱۵٫۱۶۸+     | ۱۰     |
| ۶                                                      | ۳۱    | استابان اوکون  | آلپاین-رنو                | ۷۰  | ۲۳٫۸۹۰+     | ۸      |
| ۷                                                      | ۷۷    | والتری بوتاس   | آلفارومئو-فراری           | ۷۰  | ۲۵٫۲۴۷+     | ۶      |
| ۸                                                      | ۲۴    | گوانیو ژو      | آلفارومئو-فراری           | ۷۰  | ۲۶٫۹۵۲+     | ۴      |
| ۹                                                      | ۱۴    | فرناندو آلونسو | آلپاین-رنو                | ۷۰  | ۲۹٫۹۴۵+۲    | ۲      |
| ۱۰                                                     | ۱۸    | لانس استرول    | استون مارتین آرامکو-مرسدس | ۷۰  | ۳۸٫۲۲۲+     | ۱      |
| ۱۱                                                     | ۳     | دنیل ریکیاردو  | مک‌لارن-مرسدس              | ۷۰  | ۴۳٫۰۴۷+     |        |
| ۱۲                                                     | ۵     | سباستین فتل    | استون مارتین آرامکو-مرسدس | ۷۰  | ۴۴٫۲۴۵+     |        |
| ۱۳                                                     | ۲۳    | الکساندر آلبون | ویلیامز-مرسدس             | ۷۰  | ۴۴٫۸۹۳+     |        |
| ۱۴                                                     | ۱۰    | پیر گسلی       | آلفاتاوری-آربی‌پی‌تی        | ۷۰  | ۴۵٫۱۸۳+     |        |
| ۱۵                                                     | ۴     | لاندو نوریس    | مک‌لارن-مرسدس              | ۷۰  | ۵۲٫۱۴۵+۳    |        |
| ۱۶                                                     | ۶     | نیکلاس لطیفی   | ویلیامز-مرسدس             | ۷۰  | ۵۹٫۹۷۸+     |        |
| ۱۷                                                     | ۲۰    | کوین مگنوسن    | هاس-فراری                 | ۷۰  | ۱:۰۸٫۱۸۰+   |        |
| ب.                                                     | ۲۲    | یوکی سونودا    | آلفاتاوری-آربی‌پی‌تی        | ۴۷  | تصادف       |        |
| ب.                                                     | ۴۷    | میک شوماخر     | هاس-فراری                 | ۱۸  | موتور       |        |
| ب.                                                     | ۱۱    | سرجیو پرز      | ردبول ریسینگ-آربی‌پی‌تی     | ۷   | گیربکس      |        |
| سریع‌ترین دور: کارلوس ساینز (فراری) - ۱:۱۵٫۷۴۹ (دور ۶۳) |       |                |                           |     |             |        |
| منابع:                                                 |       |                |                           |     |             |        |

یادداشت‌ها
- ^ ۱ – یک امتیاز برای سریع‌ترین دور.[۱۰]
- ^ ۲ – فرناندو آلونسو در مسابقه هفتم شد، اما به دلیل انجام بیش از یک تغییر جهت برای دفاع از موقعیت خود، پنج ثانیه جریمه پس از مسابقه دریافت کرد و در رده نهم قرار گرفت.[۹]
- ^ ۳ – لاندو نوریس به دلیل سرعت زیاد در پیت‌لین پنج ثانیه جریمه دریافت کرد. موقعیت نهایی او تحت تأثیر جریمه قرار نگرفت.[۹]

## رده‌بندی قهرمانی پس از مسابقه
جدول رده‌بندی قهرمانی رانندگان
| ت. ج  | جایگاه | راننده       | امتیازات |
| ----- | ------ | ------------ | -------- |
|       | ۱      | ماکس فرستاپن | ۱۷۵      |
|       | ۲      | سرجیو پرز    | ۱۲۹      |
|       | ۳      | شارل لکلرک   | ۱۲۶      |
|       | ۴      | جورج راسل    | ۱۱۱      |
|       | ۵      | کارلوس ساینز | ۱۰۲      |
| منبع: |        |              |          |

جدول رده‌بندی قهرمانی سازندگان
| ت. ج  | جایگاه | سازنده                | امتیازات |
| ----- | ------ | --------------------- | -------- |
|       | ۱      | ردبول ریسینگ-آربی‌پی‌تی | ۳۰۴      |
|       | ۲      | فراری                 | ۲۲۸      |
|       | ۳      | مرسدس                 | ۱۸۸      |
|       | ۴      | مک‌لارن-مرسدس          | ۶۵       |
|       | ۵      | آلپاین-رنو            | ۵۷       |
| منبع: |        |                       |          |

- یادداشت: فقط پنج رده برتر برای هر دو مجموعه رده‌بندی قرار داده شده است.